# Hưu Ninh
Hưu Ninh (chữ Hán giản thể: 休宁县, âm Hán Việt: Hưu Ninh huyện) là một huyện của địa cấp thị Hoàng Sơn, tỉnh An Huy, Cộng hòa Nhân dân Trung Hoa. Huyện này có diện tích 2125 km², dân số 270.000 người. Mã số bưu chính là 245400. Về mặt hành chính, huyện này được chia thành 9 trấn, 12 hương. Huyện lỵ đóng tại trấn Hải Dương.
- Trấn: Hải Dương, Lưu Khẩu, Vạn An, Ngũ Thành, Đông Lâm Khê, Lam Điền, Tề Vân Sơn, Khê Khẩu, Uông Thôn.
- Hương: Điếm Sơn, Vị Kiều, Trần Hà, Du Thôn, Nguyên Phương, Lĩnh Nam, Sơn Đấu, Hoàng Tiêm, Bạch Tế, Long Điền, Bản Kiều, Hạc Thành.

## Khí hậu
| Dữ liệu khí hậu của Hưu Ninh (1991–2020 normals, extremes 1981–2010) | Dữ liệu khí hậu của Hưu Ninh (1991–2020 normals, extremes 1981–2010) | Dữ liệu khí hậu của Hưu Ninh (1991–2020 normals, extremes 1981–2010) | Dữ liệu khí hậu của Hưu Ninh (1991–2020 normals, extremes 1981–2010) | Dữ liệu khí hậu của Hưu Ninh (1991–2020 normals, extremes 1981–2010) | Dữ liệu khí hậu của Hưu Ninh (1991–2020 normals, extremes 1981–2010) | Dữ liệu khí hậu của Hưu Ninh (1991–2020 normals, extremes 1981–2010) | Dữ liệu khí hậu của Hưu Ninh (1991–2020 normals, extremes 1981–2010) | Dữ liệu khí hậu của Hưu Ninh (1991–2020 normals, extremes 1981–2010) | Dữ liệu khí hậu của Hưu Ninh (1991–2020 normals, extremes 1981–2010) | Dữ liệu khí hậu của Hưu Ninh (1991–2020 normals, extremes 1981–2010) | Dữ liệu khí hậu của Hưu Ninh (1991–2020 normals, extremes 1981–2010) | Dữ liệu khí hậu của Hưu Ninh (1991–2020 normals, extremes 1981–2010) | Dữ liệu khí hậu của Hưu Ninh (1991–2020 normals, extremes 1981–2010) |
| Tháng                                                                | 1                                                                    | 2                                                                    | 3                                                                    | 4                                                                    | 5                                                                    | 6                                                                    | 7                                                                    | 8                                                                    | 9                                                                    | 10                                                                   | 11                                                                   | 12                                                                   | Năm                                                                  |
| -------------------------------------------------------------------- | -------------------------------------------------------------------- | -------------------------------------------------------------------- | -------------------------------------------------------------------- | -------------------------------------------------------------------- | -------------------------------------------------------------------- | -------------------------------------------------------------------- | -------------------------------------------------------------------- | -------------------------------------------------------------------- | -------------------------------------------------------------------- | -------------------------------------------------------------------- | -------------------------------------------------------------------- | -------------------------------------------------------------------- | -------------------------------------------------------------------- |
| Cao kỉ lục °C (°F)                                                   | 23.4 (74.1)                                                          | 27.9 (82.2)                                                          | 33.7 (92.7)                                                          | 33.6 (92.5)                                                          | 36.2 (97.2)                                                          | 37.2 (99.0)                                                          | 40.4 (104.7)                                                         | 39.9 (103.8)                                                         | 38.6 (101.5)                                                         | 35.9 (96.6)                                                          | 30.3 (86.5)                                                          | 22.9 (73.2)                                                          | 40.4 (104.7)                                                         |
| Trung bình ngày tối đa °C (°F)                                       | 9.1 (48.4)                                                           | 11.9 (53.4)                                                          | 16.4 (61.5)                                                          | 22.5 (72.5)                                                          | 27.2 (81.0)                                                          | 29.3 (84.7)                                                          | 33.2 (91.8)                                                          | 33.0 (91.4)                                                          | 29.3 (84.7)                                                          | 24.2 (75.6)                                                          | 18.0 (64.4)                                                          | 11.6 (52.9)                                                          | 22.1 (71.9)                                                          |
| Trung bình ngày °C (°F)                                              | 4.5 (40.1)                                                           | 7.0 (44.6)                                                           | 11.0 (51.8)                                                          | 16.8 (62.2)                                                          | 21.7 (71.1)                                                          | 24.7 (76.5)                                                          | 28.0 (82.4)                                                          | 27.6 (81.7)                                                          | 23.9 (75.0)                                                          | 18.3 (64.9)                                                          | 12.2 (54.0)                                                          | 6.2 (43.2)                                                           | 16.8 (62.3)                                                          |
| Tối thiểu trung bình ngày °C (°F)                                    | 1.2 (34.2)                                                           | 3.3 (37.9)                                                           | 7.0 (44.6)                                                           | 12.4 (54.3)                                                          | 17.4 (63.3)                                                          | 21.1 (70.0)                                                          | 24.1 (75.4)                                                          | 23.8 (74.8)                                                          | 19.8 (67.6)                                                          | 13.9 (57.0)                                                          | 7.9 (46.2)                                                           | 2.3 (36.1)                                                           | 12.9 (55.1)                                                          |
| Thấp kỉ lục °C (°F)                                                  | −8.8 (16.2)                                                          | −7.1 (19.2)                                                          | −4.8 (23.4)                                                          | 0.6 (33.1)                                                           | 8.0 (46.4)                                                           | 12.7 (54.9)                                                          | 17.5 (63.5)                                                          | 17.7 (63.9)                                                          | 9.0 (48.2)                                                           | 1.3 (34.3)                                                           | −4.3 (24.3)                                                          | −16.1 (3.0)                                                          | −16.1 (3.0)                                                          |
| Lượng Giáng thủy trung bình mm (inches)                              | 93.9 (3.70)                                                          | 109.4 (4.31)                                                         | 174.5 (6.87)                                                         | 208.2 (8.20)                                                         | 232.6 (9.16)                                                         | 370.2 (14.57)                                                        | 213.4 (8.40)                                                         | 135.3 (5.33)                                                         | 76.3 (3.00)                                                          | 56.5 (2.22)                                                          | 75.5 (2.97)                                                          | 63.5 (2.50)                                                          | 1.809,3 (71.23)                                                      |
| Số ngày giáng thủy trung bình (≥ 0.1 mm)                             | 13.6                                                                 | 13.4                                                                 | 16.2                                                                 | 15.5                                                                 | 14.8                                                                 | 17.2                                                                 | 13.2                                                                 | 12.8                                                                 | 8.6                                                                  | 7.5                                                                  | 10.1                                                                 | 9.9                                                                  | 152.8                                                                |
| Số ngày tuyết rơi trung bình                                         | 3.3                                                                  | 2.0                                                                  | 0.3                                                                  | 0                                                                    | 0                                                                    | 0                                                                    | 0                                                                    | 0                                                                    | 0                                                                    | 0                                                                    | 0.1                                                                  | 1.2                                                                  | 6.9                                                                  |
| Độ ẩm tương đối trung bình (%)                                       | 79                                                                   | 79                                                                   | 76                                                                   | 76                                                                   | 77                                                                   | 82                                                                   | 78                                                                   | 78                                                                   | 77                                                                   | 74                                                                   | 79                                                                   | 78                                                                   | 78                                                                   |
| Số giờ nắng trung bình tháng                                         | 92.7                                                                 | 92.4                                                                 | 110.2                                                                | 124.3                                                                | 141.1                                                                | 114.7                                                                | 186.4                                                                | 184.1                                                                | 158.8                                                                | 154.7                                                                | 124.1                                                                | 116.9                                                                | 1.600,4                                                              |
| Phần trăm nắng có thể                                                | 28                                                                   | 29                                                                   | 30                                                                   | 32                                                                   | 33                                                                   | 27                                                                   | 44                                                                   | 45                                                                   | 43                                                                   | 44                                                                   | 39                                                                   | 37                                                                   | 36                                                                   |
| Nguồn: China Meteorological Administration                           |                                                                      |                                                                      |                                                                      |                                                                      |                                                                      |                                                                      |                                                                      |                                                                      |                                                                      |                                                                      |                                                                      |                                                                      |                                                                      |